# Cultura hacker
A cultura hacker é uma subcultura de indivíduos que apreciam o desafio intelectual de superar criativamente as limitações dos sistemas de software para alcançar resultados novos e inteligentes. Um hacker é uma pessoa que gosta de explorar os limites do que é possível, em um espírito de esperteza brincalhõna. Eles podem também fortemente modificar software ou hardware de seu próprio sistema de computador. Ele inclui a construção, reconstrução, modificação e criação de software (software de craqueamento, cena de demonstração), hardware eletrônico (hackear hardware, modding), ou qualquer outra coisa, seja para torná-lo melhor ou mais rápido ou para dar-lhe recursos adicionais ou para ele fazer algo que ele nunca teve a intenção de fazer. Hobby de hackear o computador doméstico tem origem em torno do MITS Altair, mas o espírito de hackear tem sido incorporado em projetos reais desde o advento de ferramentas simples.

## Cultura hacker
O termo hacker tem sua origem no final da década de 50, inicio da década de 60. Alunos do Instituto de Tecnologia de Massachusetts(MIT) começaram a utilizar o computador da universidade com o simples intuito de aprimorar o seu conhecimento sobre a maquina, ou até mesmo aprender novas possibilidades para o seu uso. Porém devido a restrições, essas experimentações se davam durante a madrugada, onde o controle sobre a utilização do computador era menos intensa. Dessa forma, em vez de esperar uma oportunidade de utiliza-lo e ainda por cima ter seu uso restrito a uma limitada quantidade de dados a serem processados, esses alunos utilizavam o computador da forma que eles quisessem.

### Primeira Geração
Com essa possibilidade, e com o interesse de Peter Samsom e seus amigos em ferreomodelismo, eles fundaram o Tech Model Railroad Club(TMRC), o primeiro grupo hacker conhecido. O grupo foi formado com o intuito de divertimento, tanto no interesse em ferreomodelismo, como no aprendizado da utilização dos computadores a fim de controlar os modelos desenhados pelo grupo. O termo hacker propriamente dito surgiu no TMRC, pois cada projeto desenvolvido por um membro, sem nenhuma meta construtiva, feito somente por pura diversão era chamado 'hack', fazendo assim o seu construtor um hacker. Um fator importante foi a criação da primeira turma de programação oferecida no MIT pelo professor John McCarthy em 1959, dando origem ao curso de ciências da computação. Assim teve inicio uma revolução na forma de como o homem trabalharia com o computador, fazendo da programação uma verdadeira busca por novas oportunidades de otimização e de perfeição. Outro fator revolucionário foi a criação do TX-0, que permitia a programação sem a utilização de cartões perfurados, utilizando a chamada flexowriter, uma maquina de escrever que permitia ao usuário visualizar o programa rodando e fazer alterações enquanto estava de frente ao console. É nesse epoca de experimentação que surgem varias ideias e formas de programação, algumas bastantes relevantes como os assembler, os debbugers e outros programas sem um proposito relevante, como um programa desenvolvido por Peter Samsom que convertia algarismos arábicos em algarismos romanos.
Essa geração de inovadores é denominada primeira geração de hackers, pois eles descobriram novas formas de programar e desenvolver software para as maquinas de sua época.

### Segunda Geração
Diferentemente da primeira, essa geração teve inicio com a invenção do computador pessoal. Com o anuncio do lançamento Altair 8800 pela revista Popular Eletronics em 1975, Gordon French reuniu na sua garagem, um grupo de 32 pessoas(entre elas, Stephen Wozniak) interessadas e fascinadas com as novas possibilidades que o Altair 8800 poderia gerar. Esse grupo, cuja principal proposta era criar e compatilhar ideias sobre a nova ferramenta que eles tinham em mão, passou a ser chamado The Homebrew Computer Club, e a partir da quarta reunião fixou lugar em Menlo Park, Silicon Valley.
Essas reuniões se davam da seguinte forma, primeiro teria uma visita a cada membro, onde seria explicado no que cada um estaria trabalhando, essa etapa era chamada "mapping", e no fim da reunião cada membro estaria livre pra procurar ajuda, fazer ou responder perguntas e se reunir com outros membros que compartilham do mesmo interesse.
Apesar da inovação do Altair, ele ainda possuía problemas, como a pouca memoria, falta de periféricos, e foi essa limitação do Altair que proporcionou aos membros do clube desenvolverem placas a fim de utilizar o computador para as aplicações desejadas.
Assim, visando potencializar o que tinha em mão Bob Marsh desenhou e desenvolveu uma placa de memoria feita sobre medida para o Altair. Harry Garland e Roger Melen, dois professores de Stanford que tiveram a noticia do lançamento do Altair em primeira mão, antes do lançamento da revista, criaram um empresa, a Cromemco, responsável pela criação da primeira placa gráfica comercial(Dazzler) a ser utilizada no Altair. Durante esse período foi desenvolvido inúmeras contribuições para a computação pessoal, inclusive o Apple 1 desenvolvido por Stephen Wozniak, e um modem comercial desenvolvido por Marty Spergel.

## Subtipos de Hackers

### Hackers de hardware
Hackers de hardware são aqueles que modificam hardware (não limitado a computadores) para expandir as capacidades, este grupo desfoca na cultura de inventores hobbysta e profissionais de engenharia eletrônica. Um exemplo de tal modificação inclui a adição do TCP/IP da Internet compatível para uma série de máquinas de venda automática e máquinas de café durante a década de 1980 e início de 1990.
Hackers que têm a capacidade de escrever código no nível de circuito, drivers, firmware, redes de baixo nível, (e ainda mais impressionante, usando essas técnicas para tornar os dispositivos a fazerem coisas fora das suas especificação), são tipicamente os que conseguem muito respeito entre as comunidades hackers. Isto é principalmente devido à dificuldade e à enorme complexidade deste tipo de trabalho, e os conhecimentos de engenharia elétrica necessária para fazê-lo.
Hackear o hardware pode consistir fazer um novo hardware, ou simplesmente modificar o hardware existente (conhecido como "modding"). Hackers de hardware reais realizar novas e talvez perigosas modificações de hardware, adaptá-las às suas necessidades, ou simplesmente para testar os limites do que pode ser feito com certo hardware.

### Hackers artistas
Hacker artistas criam arte hackeando tecnologia como um meio artístico. Isso ampliou a definição do termo e do que significa ser um hacker. Esses artistas podem trabalhar com gráficos, hardware de computador, escultura, música e outros soms, animação, vídeo, software, simulação, matemática, sistemas sensoriais reativos, textos, poesia, literatura, ou qualquer combinação destes.
Músico Larry Polansky da Faculdade de Dartmouth afirma: "Tecnologia e arte estão intimamente relacionados. Muitos músicos, artistas de vídeo, artistas gráficos, e até poetas que trabalham com tecnologia sabem—projeta-la ou usa-la— se consideram parte da 'comunidade hacker.' Artistas de computador, como hackers não artista, muitas vezes se encontram nas margens da sociedade, desenvolvendo estranhos usos, inovadores das tecnologias existentes. Há uma relação empática entre aqueles, por exemplo, que projetam de software de música experimental e hackers que escrevem comunicações de software gratuito".
Outra descrição é oferecido pela Jenny Marketou: "Artistas hacker operam uma cultura hacker que manipula techno-semiótica existente em estruturas para um fim diferente, a começar dentro de sistemas culturais na rede e torná-las a fazer coisas que nunca foram destinadas a fazer."
Um software bem sucedido e artista hacker de hardware Mark Lottor (mkl), que criou os projetos de arte 3D com luz intitulado o Cubatron, e o Big Round Cubatron. Esta arte é feita usando a tecnologia customizada de computador, especialmente concebida com circuitos impressos e programação para microprocessador manipule as luzes LED.
Don Hopkins é um artista hacker de software conhecido por seu artístico autómato celular. Esta arte, criada por um autômato celular programa de computador, que gera objetos que colidir aleatoriamente em si e por sua vez, criar mais objetos e desenhos, semelhante a uma lâmpada de lava, exceto que a cor da mudança de peças e a forma através da interação. Hopkins diz, "Os autômatos celulares são regras simples que são aplicadas a uma grade de células, ou os valores de pixel de uma imagem. A mesma regra é aplicada a cada célula, para determinar o seu estado seguinte, com base no estado anterior da célula e suas células vizinhas. Existem muitas regras interessantes de autômatos celulares, e todos elas parecem muito diferentes, com incríveis efeitos dinâmicos animados. 'Vida' é uma regra de autômatos celulares amplamente conhecida, mas muitas outras regras menos conhecidas são muito mais interessantes. "
Alguns artistas hackers criam arte escrevendo código de computador, e outros, através do desenvolvimento de hardware. Alguns criam com ferramentas de software existentes, tais como Adobe Photoshop ou GIMP.
O processo criativo de artistas hackers pode ser mais abstrato do que os artistas que utilizam meios não tecnológicos. Por exemplo, os matemáticos têm produzido visualmente impressionantes apresentações gráficas fractais, hackers tem reforçado, muitas vezes produzindo gráficos e animações detalhadas e intrincadas de fórmulas matemáticas simples.

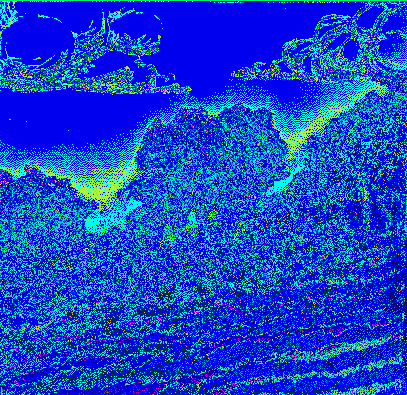
Sunrise foi criada usando caneta e tinta, então digitalizado em um computador e colorido com uma ferramenta de imagem
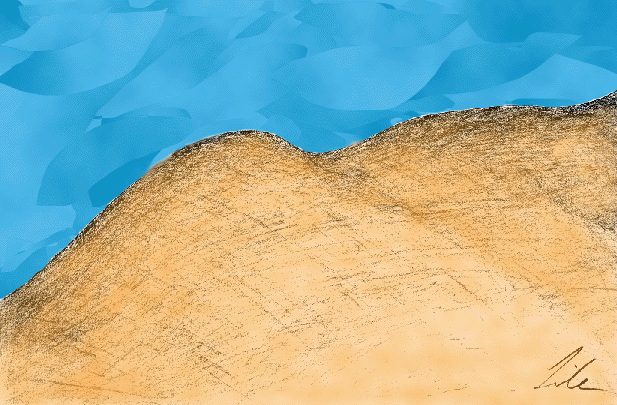
Rolling Golden Hills of California foi criada usando lápis, digitalizado, e depois pintado com uma ferramenta de imagem
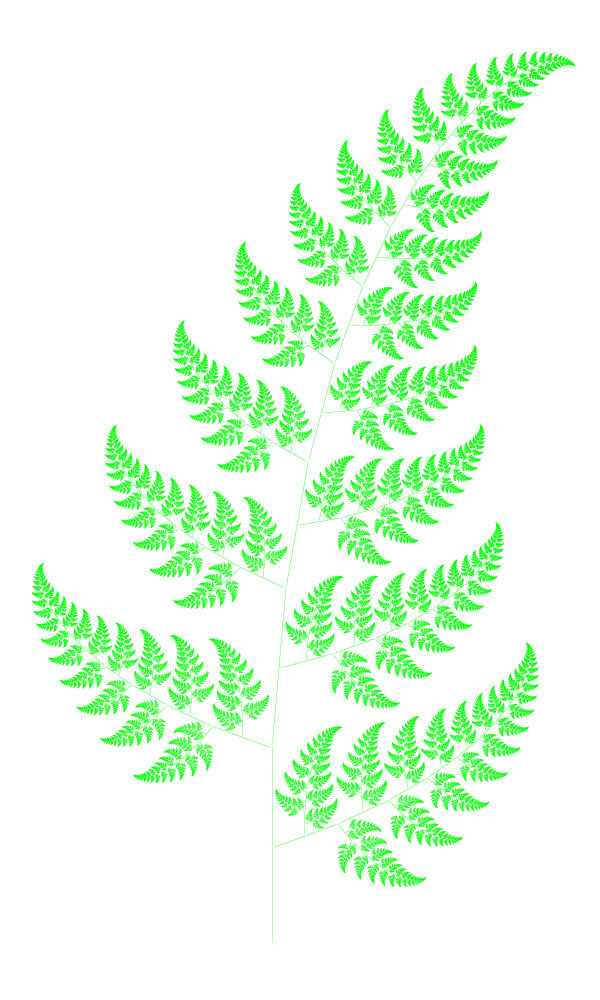
Barnsley de samambaia, um fractal samambaia computadorizada utilizando sistemas de funções iterativas
Um fractal que modela a superfície de uma montanha

## Ética Hacker
A cultura hacker originou-se na insaciável vontade dos alunos de aprender e entender a relação dos computadores e as pessoas, e como essa relação poderia afetar o mundo. O lema hacker é dado como segue: (1) "Acesso ao computador, e qualquer coisa que possa ensina-lo algo sobre como o mundo funciona, deve ser ilimitado e total". Os hackers da primeira geração seguiam preceitos considerados essenciais para a sua pratica, como: (2) "toda informação deve ser livre", pois o hacker precisa de informação para melhorar aquilo que precisa, a sua visão, ser melhorado. (3) "Promover a descentralização", desconfiando de uma única autoridade. Isso é essencial a pratica, pois quanto mais disseminado o conhecimento e as técnicas dominadas por um, melhor será para o restante experimentar e produzir novas soluções. (4) "Hacker devem ser julgados pelo seu hacking", ou seja, sua contribuição deve ser avaliada baseando-se somente no que foi produzido e não por critérios como idade, ter um diploma ou outros. (5)  Com o lema "você pode criar arte e beleza com o computador", visa a pluralidade do hacker, pois não só programas podem ser produzidos vários outros setores podem ter o seu trabalho aperfeiçoado e inovado com a utilização do computador. (6) "Computadores podem mudar sua vida para melhor", visto que os computadores se tornaram parte essencial da vida das pessoas entrando para todas as áreas de conhecimento com potencial de melhorar a qualidade de vida como um todo.

## Hacker x Cracker
Ao longo do tempo o termo hacker foi perdendo um pouco do seu significado, e passando a ser confundido com o cracker. Enquanto o hacker é um usuário interessado no aprendizado, melhoramento ou até mesmo uma inovação de um sistema, o cracker tem o seu interesse voltado a derrubar ou invadir um sistema de forma ilegal.